# Pseudometachilo delius
Pseudometachilo delius is een vlinder uit de familie van de grasmotten (Crambidae). De wetenschappelijke naam van de soort werd voor het eerst geldig gepubliceerd in 1966 door Stanisław Błeszyński.